# نیه‌فین
نیه‌فین (به هلندی: Nijeveen) یک منطقهٔ مسکونی در هلند است که در مپل واقع شده‌است. نیه‌فین ۲۵ کیلومتر مربع مساحت و ۳٬۸۸۰ نفر جمعیت دارد.